# Theridion durbanicum
Theridion durbanicum là một loài nhện trong họ Theridiidae.
Loài này thuộc chi Theridion. Theridion durbanicum được George Newbold Lawrence miêu tả năm 1947.